# Sega Mega Drive

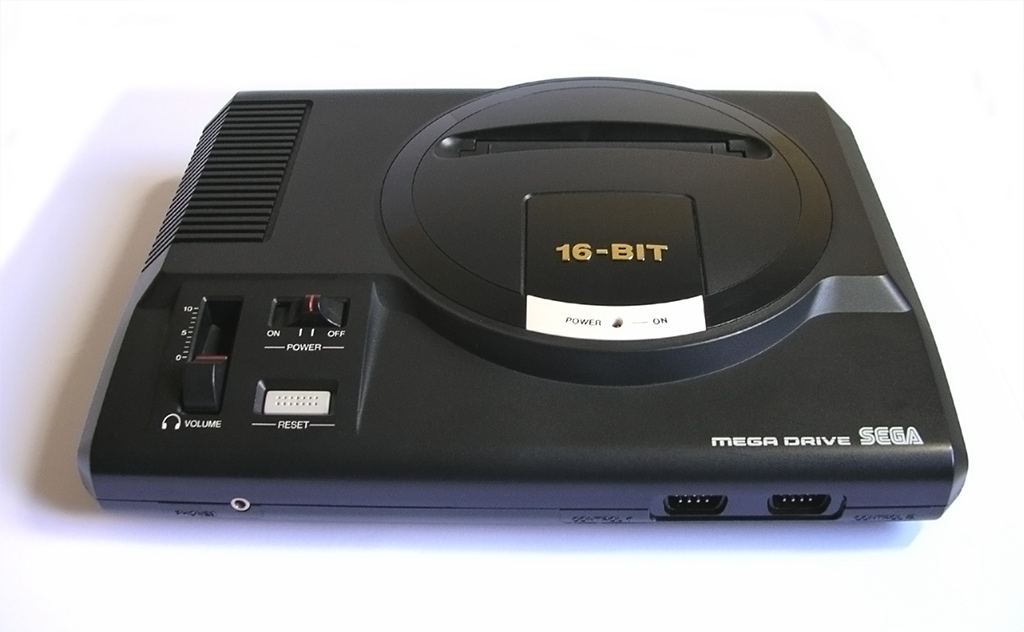
Mega Drive (1990), versió original de la consola pel mercat europeu

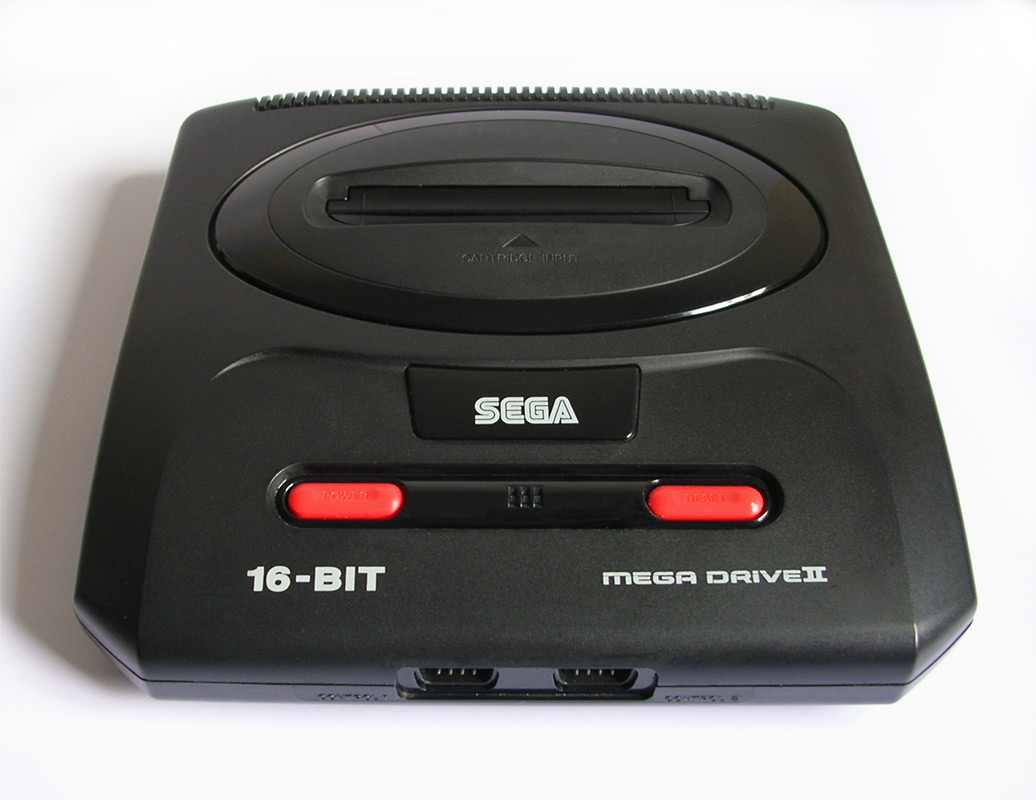
Mega Drive II (1993)

Mega Drive és una consola de joc de 16 bits desenvolupada per la companyia japonesa Sega, distribuïda al Japó el 1989, als Estats Units (on es distribueix amb el nom de Genesis) el 1990, i a Europa i la resta del món poc després. Coneguda a diversos territoris d'Amèrica com Genesis, és una videoconsola de sobretaula de 16 bits desenvolupada per Sega Enterprises, Ltd. La Mega Drive va ser la tercera consola de Sega i la successora de la Master System. Va competir contra la SNES de Nintendo, com a part de les videoconsoles de quarta generació. La primera versió va ser llançada al Japó en 1988, succeïda pel llançament a Amèrica del Nord sota el nom de Genesis en 1989. En 1990, la consola va ser distribuïda com a Mega Drive per Virgin Mastertronic a Europa, per Ozisoft en Australasia, i per Tec Toy a Brasil. A Corea del Sud, el sistema va ser distribuït per Samsung i conegut com la Super GamBoy (en hangul, 수퍼겜보), i més tard com a Super Aladdin Boy (en hangul, 수퍼알라딘보이).
Dissenyada per un equip de R+D supervisat per Hideki Sato i Masami Ishikawa, el maquinari de Mega Drive va ser adaptat de la placa arcade Sega System 16, centrat en un processador Motorola 68000 com CPU primària i un Zilog Z80 com a segon processador. El sistema alberga una biblioteca de més de 900 jocs creats per Sega i una àmplia sèrie de tercers, sent publicats en format de cartutxos. A més és capaç de reproduir jocs de Master System quan s'instal·la el Master System Converter que es venia per separat. La Mega Drive es va beneficiar de diversos perifèrics i serveis en línia, així com de múltiples variacions de la consola per part de la pròpia Sega i terceres companyies amb la finalitat d'expandir les seves funcionalitats.
Al Japó a Mega Drive no li va anar bé contra els seus dos principals competidors, la Super Famicom de Nintendo i la PC Engine de NEC Corporation. No obstant això, va aconseguir obtenir un gran èxit a Amèrica del Nord, Brasil, i Europa. Les adaptacions de la seva biblioteca de jocs arcade, la popularitat de la seva exclusiva saga Sonic the Hedgehog, diverses franquícies populars de jocs d'esports, i una agressiva campanya de màrqueting per a joves van contribuir al seu èxit. El llançament de Super Nintendo Entertainment System dos anys després, va donar lloc a una feroç batalla per fer-se amb la major quota de mercat als Estats Units i Europa, la qual ha estat ocasionalment denominada com la «guerra de consoles» per periodistes i historiadors. Conforme aquesta contesa va ser incrementant l'atenció del públic més generalista cap a la indústria del videojoc, la Mega Drive i varis dels seus jocs de major categoria van ser objecte d'un considerable escrutini a causa de certs assumptes que involucraven enginyeria inversa i violència en els videojocs. La controvèrsia que va envoltar a certs títols violents com Night Trap i Mortal Kombat va fer que Sega creés el Videogame Rating Council, un sistema nord-americà de classificació de contingut de videojocs anterior al Entertainment Programari Rating Board.
Sega va vendre 30.75 milions d'unitats de Mega Drive a tot el món sense explicar les variants del sistema llicenciades per empreses com Tec Toy, Majesco o AtGames entre d'altres. La consola i els seus jocs continuen sent populars entre els afeccionats als videojocs i les seves bandes sonores, col·leccionistes i entusiastes de l'emulació. Fins a 2015, rellançaments de la consola llicenciats per tercers com AtGames segueixen venent-la a Amèrica del Nord i Europa. Molts jocs han estat rellançats en recopilatoris per a consoles més modernes i llocs a la venda digitalment en diversos serveis en línia com la Consola Virtual de Nintendo, Xbox Live Arcade, PlayStation Network, i Steam. La Mega Drive va ser succeïda per la Sega Saturn.

## Història
La Mega Drive va ser la primera consola de 16-bits que va aconseguir una quota de mercat significativa a Europa i a l'Amèrica del Nord, esdevenint una competidora directa de la firma Nintendo que fins aleshores dominava el mercat. A causa del fet que les seves prestacions eren força similars, la Mega Drive i la Super Nintendo (llançada el 1991) foren competidores directes en els mercats, protagonitzant el que ha estat una de les competicions més ferotges en aquest camp. Malgrat això, a Europa, a diferència d'altres llocs del món, la quota de mercat de Sega sempre va ser significativament més alta.
L'any 1993 Sega va publicar una nova versió de la consola coneguda com a Mega Drive II. La nova consola incloïa un disseny més innovador al mateix temps que una reducció de la mida de l'aparell, malgrat no incorporar millores tècniques. Aquestes van ser finalment aportades per altres consoles superiors com la Sega Saturn, la Playstation o la N64.
L'últim joc oficial de la Mega Drive a Europa va ser el FIFA 98: Road to World Cup (rumb a la Copa del Món), que va ser el cinquè joc de la saga i que va ser publicat al mercat l'any 1997. L'últim joc de la consola es va vendre a Brasil l'any 2002.

### Desenvolupament

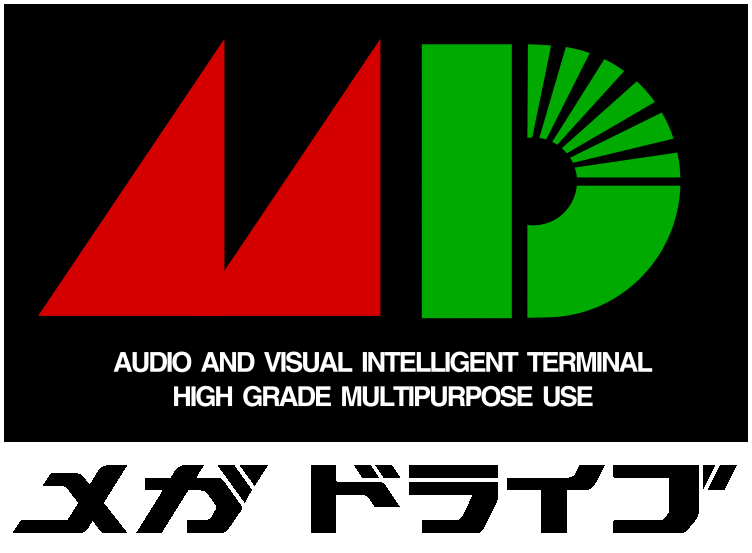
El logo japonès de Mega Drive.

A principis dels vuitanta, Sega Enterprises, Inc., llavors subsidiària de Gulf & Western, era una de les cinc desenvolupadores de jocs arcade més reeixides als Estats Units, els guanys de les quals ascendien fins als 214 milions de dòlars. La recessió que va sofrir el negoci de les màquines arcade a partir de 1982 va posar en seriosos problemes a la companyia, provocant que Gulf & Western vengués les seves sucursals nord-americanes de fabricació de arcades i les llicències dels seus jocs a Bally Manufacturing. La companyia va retenir les operacions de Sega Amèrica del Nord en R+D així com les de la seva subsidiària japonesa, Sega Japó. Amb el seu negoci dels arcades en declivi, els directius de Gulf & Western van nomenar president de Sega Japó a Hayao Nakayama perquè aconsellés com procedir per sortir del seu estancament. Nakayama sostenia que, a causa del nivell de professionalitat que havien adquirit els seus desenvolupadors de maquinari mitjançant l'experiència d'haver treballat durant anys en la indústria dels arcades, era el moment idoni per centrar-se a fabricar consoles de sobretaula al Japó, sistemes que, en aquell moment, encara estaven en la seva fase primigènia en la indústria del videojoc.
Nakayama va obtenir el seu permís per procedir amb aquest projecte, portant això al llançament de la primera videoconsola de Sega, la SG-1000, al juliol de 1983. La SG-1000 no va ser un sistema reeixit, i va ser reemplaçada per la Sega Mark III al cap de dos anys. Mentrestant, Gulf & Western van començar a desprendre's dels seus negocis secundaris després de la mort del fundador de l'empresa Charles Bluhdorn, així que Nakayama i l'anterior director executiu de Sega David Rosen van aconseguir adquirir l'administració de la filial japonesa en 1984 amb el suport financer de CSK Corporation, una destacada companyia japonesa de programari. Nakayama estava, per aquell temps, assentat com el director executiu de la nova companyia Sega Enterprises, Ltd.
El 1986, Sega va redissenyar la Mark III per al seu llançament a Amèrica del Nord com la Sega Master System. A això li va seguir el llançament europeu de la consola a l'any següent. Encara que la Master System va ser un èxit a Europa, i un temps després també a Brasil, no va aconseguir despertar un interès significatiu ni al mercat japonès ni en el nord-americà, els quals, des de mitjan vuitanta, estaven dominats per Nintendo. Mentre que Sega continuava tenint dificultats a conquistar les llars amb les seves consoles, l'equip de R+D en consoles de Sega, liderat per Masami Ishikawa i supervisat per Hideki Sato, va començar a treballar en la successora de la Master System gairebé immediatament després que aquesta última fos llançada.
En 1987, Sega es va enfrontar a una altra amenaça en el negoci de les consoles quan la companyia japonesa de computadores NEC Corporation va publicar la seva PC Engine seguida d'una gran campanya publicitària. Per seguir sent competitius contra les dues companyies de consum electrònic més assentades, Ishikawa i el seu equip van decidir que necessitaven incorporar un microprocessador de 16 bits en el seu nou sistema per aconseguir impactar al mercat i, una vegada més, es va recórrer al aspecte més competent de Sega, la indústria de les màquines recreatives, en adaptar la reeixida placa arcade Sega System 16 a una arquitectura apropiada per a una consola de sobretaula. La decisió d'usar un Motorola 68000 com la CPU principal del sistema va ser presa tarda durant el seu desenvolupament, mentre que un Zilog Z80 va ser utilitzat com CPU secundària per ocupar-se del so, ja que hi havia un cert temor al fet que la CPU principal tingués massa càrrega en ocupar-se tant dels aspectes visuals com els sonors.
Es va anunciar per primera vegada al juny de 1988 en Beep!, una revista japonesa de videojocs, la consola va ser nomenada provisionalment durant el seu desenvolupament com la «Mark V», però l'administració de Sega va sentir la necessitat d'atorgar-li un nom més atractiu. Després de revisar més de 300 propostes, la companyia es va decidir pel nom de «Mega Drive». A Amèrica del Nord, el nom de la consola va ser canviat a «Genesis». Les raons que van portar a realitzar aquest canvi no han estat aclarides, però probablement es degui a problemes de marques comercials.

### Llançament

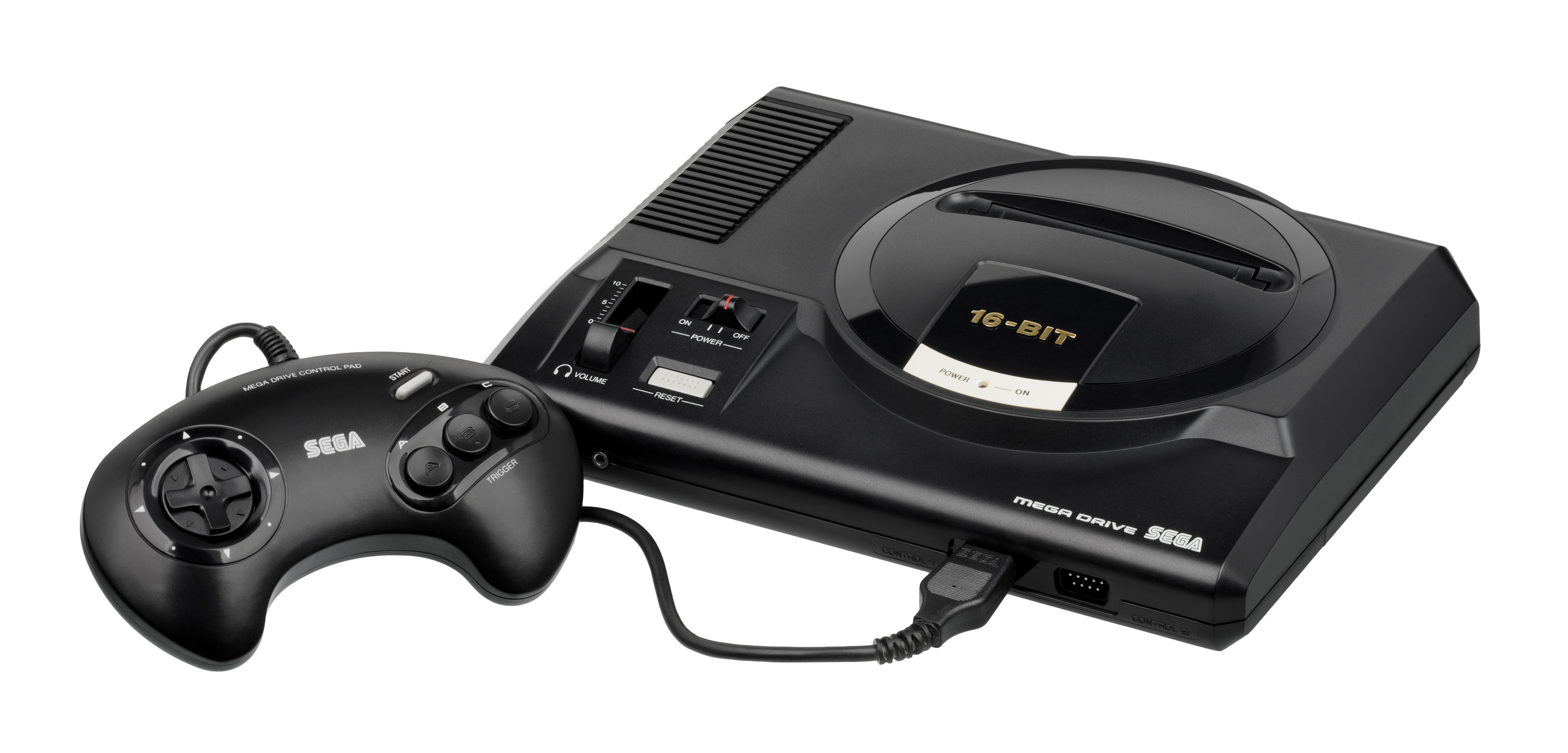
La versió PAL europea de la Mega Drive es va publicar el 1990, i un temps després acabaria per convertir-se en la consola de quarta generació més venuda a Europa.

Sega va llançar la Mega Drive al Japó el 29 d'octubre de 1988, encara que la seva publicació va ser eclipsada pel llançament del Super Mario Bros. 3 de Nintendo la setmana anterior. Una bona cobertura de part de revistes com Famitsu o Beep! van ajudar a establir un seguiment a la consola, però Sega solament va aconseguir distribuir 400 000 unitats en el seu primer any. Amb intenció d'incrementar les vendes, Sega va publicar diversos perifèrics i jocs, incloent un sistema bancari en línia i un contestador automàtic conegut com el Sega Mega Anser. No obstant això, la Mega Drive no va ser capaç de sobrepassar a la Famicom i va quedar en un distant tercer lloc al Japó després de la Super Famicom i el PC Engine de NEC al llarg de l'era dels 16 bits.
Sega va datar el llançament del sistema per a Amèrica del Nord el 9 de gener de 1989. En aquella època, Sega no disposava d'una organització que s'encarregués de les vendes i promoció del sistema, i estava distribuint el seu Master System a través de Tonka. Insatisfets amb la gestió de Tonka, Sega va buscar un nou afiliat per comercialitzar la Genesis a Amèrica del Nord i li va oferir els drets a Atari Corporation, la qual no disposava encara d'un sistema de 16 bits. David Rosen li va fer la proposta al director executiu de Atari, Jack Tramiel, i al president del departament d'entreteniment electrònic de Atari, Michael Katz. Tramiel va rebutjar adquirir els drets de la consola, considerant-los massa cars, i va optar per centrar-se en la Atari ST en el seu lloc. Així doncs, Sega va decidir llançar la consola a través de la seva pròpia subsidiària, Sega of America, la qual va realitzar un llançament limitat el 14 d'agost de 1989, a la ciutat de Nova York i en Los Angeles. La Sega Genesis va ser comercialitzada en la resta d'Amèrica del Nord més tard durant aquest mateix any.
La versió europea va ser publicada el 30 de novembre de 1990. Recolzant-se en l'èxit de la Master System, la Mega Drive es va convertir en la consola més popular a Europa. ja que la Mega Drive ja tenia dos anys al moment de la seva sortida a la regió, hi havia més jocs disponibles en el seu llançament europeu en comparació d'altres regions. Les adaptacions de títols arcade com Altered Beast, Golden Axe i Ghouls'n Ghosts, disponibles en les tendes des del seu llançament inicial, van causar una bona impressió sobre la potència de la consola per oferir una experiència afí a les màquines arcade. Virgin Mastertronic es va encarregar del llançament de la Mega Drive a Europa, empresa que va ser adquirida per Sega en 1991 i es va convertir en la seva filial europea, Sega of Europe.
Altres companyies van ajudar a distribuir la consola a diversos països de la resta del món. Ozisoft es va encarregar del llançament i el màrqueting de la Mega Drive a Austràlia, tal com havia fet anteriorment amb la Master System. A Brasil la Mega Drive va ser publicada per Tec Toy en 1990, tan sol un any després del llançament brasiler de la Master System. Tec Toy va produir jocs exclusivament per al mercat brasiler i va inaugurar un servei de xarxa per al sistema anomenat Sega Meganet en 1995. En Índia, Sega va arribar a un acord de distribució amb Shaw Wallace en la primavera de 1995 amb la finalitat d'eludir un aranzel d'importació del 80%, sent cada unitat venuda a un preu de 18 000 rupies. Samsung es va encarregar de la venda i distribució en Coreja, on va ser reanomenada com la «Super GamBoy» i va conservar el logotip de Mega Drive al costat del nom de Samsung. Més tard va tornar a ser anomenada com a «Super Aladdin Boy».

## Especificacions tècniques
- CPU
- Motorola 68000 de 16 bits a 7,61 MHz (PAL) o 7,67 MHz (NTSC). És el processador central de la Mega Drive.
- Zilog Z80 de 8 bits a 3,55 MHz (PAL) o 3,58 MHz (NTSC). Aquesta CPU, en la Mega Drive, s'usa principalment per a tasques d'efectes de so, o com CPU principal en manera de compatibilitat amb Master System, permetent així l'execució de jocs i cartutxos natius d'aquesta, mitjançant un perifèric que proporcioni l'entrada corresponent, anomenat Power Base Converter, Mega Adaptor o Master System Converter segons el mercat.

- Memòria
- RAM principal: 64 Kb.
- RAM de vídeo: 64 Kb.
- RAM de So: 8 Kb.
- ROM: Els primers models de Mega Drive no portaven, però posteriors models incloïen una ROM d'arrencada de 2Kb que mostrava el text "Produced by or under license from Sega Enterprises Ltd.".
- Capacitat dels cartutxos: Normalment els jocs eren d'entre 4 i 16 Mbits. Alguns cartutxos arribaven fins als 24 Mbits (Jurassic Park, Eternal Champions...). El Sonic 3D va arribar fins als 32 Mbits i el Super Street Fighter II va arribar als 40 Mbits.

- Gràfics
- Un processador VDP (Video Display Processor) és l'encarregat de generar i manejar els gràfics (sprites, plànols de scroll, etc.).
- Resolució: 320 x 224, 256 x 224, 320 x 240 (només per a alguns jocs adaptats a sistemes PAL, com Knuckles' Chaotix).
- Paleta: 512, dels quals podran triar-se 61 per mostrar-se simultàniament amb una configuració habitual, tret que s'apliquin maneres especials; està la Color RAM (o CRAM), que suporta un màxim de 4 paletes de 16 colors cadascuna, sent el primer color transparent; es pot triar qualsevol color com a "color de fons", però la majoria dels jocs trien un dels colors transparents (per aquest motiu el màxim comú és 61, i no 64 ni 60). Diversos jocs, entre els quals destaquen Ranger X, Street of Rage III,Sonic 3d Blast, Dynamite Heady, Alien Soldier, Vectorman 1 i 2, Toy Story, Eternal Champions... usen 7 bits per a la informació de color, amb el que arribaven a mostrar 128 colors simultanis o més (l'habitual en SNES).
- Colors simultanis en pantalla: 61 (o més, canviant la paleta durant l'escombratge i/o activant la manera shadow-highlight).
- Sprites simultanis en pantalla: 80/64, 20 màxim per scanline.

- So
- Xip de so principal de 6 canals FM Yamaha YM2612.
- Xip de so addicional de 4 canals PSG (Programmable Sound Generator) Texas Instruments SN76489.
- Àudio 8 bits (intercanviable amb un canal FM).

- Entrada/Sortida
- Connector DIN 8 RGB/Àudio Mico/Video (només en Mega Drive I / Genesis I).
- Connector Mini-DIN 9 RGB/Stereo/Video (Mega Drive II / Genesis II).
- Modulador RF (Mega Drive / Genesis I i II).
- Auriculars stereo amb regulador (només Mega Drive I / Genesis I).
- AUX (connector DE-9 femella), present en les primeres Mega Drive / Genesis.
- 2 prens joystick tipus Atari variant Sega Mega Drive (Connector DB-9 mascle).
- Slot de cartutxos en la part superior.
- Bus d'expansió (només Mega Drive / Genesis I i II), utilitzat per a la connexió de Sega Mega-CD.

## Perifèrics
El Master System Converter era un perifèric per a Mega Drive que permetia una compatibilitat gairebé completa amb els jocs dissenyats para Master System. No obstant això, destaca el fet ocult llavors que la Mega Drive ja explicava internament de sèrie amb tota la circuitería que la feia compatible amb Master System. El perifèric, a més d'oferir una ranura per a cartutxos Master System i una altra per a targetes de memòria de la mateixa consola, l'única cosa que feia era activar un sensor elèctric dins de Mega Drive que activava la CPU de Master System dins de la pròpia Mega Drive.
El Menacer era la pistola que va crear Sega per a la Mega Drive. Constava d'una mira i una culata desmuntables que permetien usar-la com a pistola o com a escopeta, funcionava de forma sense fil via rajos infrarojos i es venia juntament amb un cartutx de 6 jocs de tir al blanc.
L'Arcade Power Estic de Sega era un joystick de gran grandària que simulava a les palanques de comandament de les màquines recreatives. Va haver-hi versions de 3 i 6 botons amb selectores individuals de autofuego.
El Sega Multi Tap era un dispositiu que permetia connectar fins a 4 comandaments a un dels ports de la Mega Drive i utilitzar-los simultàniament en jocs de fins a 4 jugadors, o bé de manera individual activant el comandament que volguéssim en cada cas.
Altres perifèrics van ser el Mega Mouse, el Mega Net Mòdem, el qual permetia jugar online, i un curiós sistema de captura de moviment anomenat Sega Activator Ring que reproduïa els moviments del jugador en el joc.
A més, Mega Drive va comptar amb dues importants ampliacions que van ser Sega Mega-CD i Sega 32X, sent la primera un suport per a jocs en format CD-ROM i la segona una extensió de 32 bits que va permetre a la Mega Drive donar el salt als jocs en 3D. Ambdues funcionaven en conjunció amb la Mega Drive, i fins i tot va haver-hi uns pocs jocs de MegaCD que requerien la 32X. Cap d'aquests dos perifèrics va tenir suficient èxit a causa del seu elevat preu, escàs catàleg de jocs i falta de suport per part de la pròpia Sega, que estava enfocada en el desenvolupament de la seva nova consola, la Sega Saturn.

## Videojocs
Alguns dels videojocs apareguts per a aquesta consola foren:
- Alex Kidd and the Enchanted Castle
- Ecco the Dolphin
- Fatal Fury
- Ghouls'n Ghosts
- Mortal Kombat
- Mortal Kombat 2
- Samurai Shodown
- Sonic the Hedgehog
- Sonic the Hedgehog 2
- Sonic the Hedgehog 3
- Street Fighter 2: Special Champion Edition
- Streets of Rage
- Streets of Rage 2
- Streets of Rage 3